# Sỏi thăng bằng

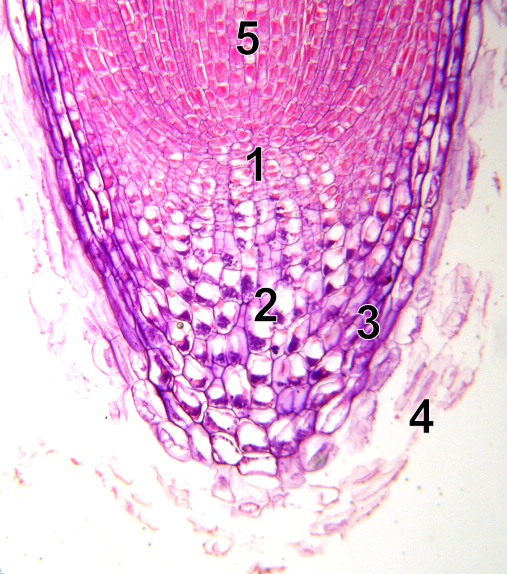
Cắt dọc phần đỉnh rễ và quan sát dưới kính hiển vi với độ phóng đại 10x.
1. Mô phân sinh đỉnh rễ.
2. Trụ chóp rễ, quan sát được tế bào thăng bằng chứa sỏi thăng bằng.
3. Phần rễ bên.
4. Những tế bào chết của chóp rễ bị bong ra.
5. Miền sinh trưởng của rễ.

Trong thực vật học, một sỏi thăng bằng hay tĩnh thạch (tiếng Anh: statolith) là một hạt cầu rắn (ví dụ như một hạt cát hay những thể vùi rắn khác) có thể di chuyển dễ dàng bên trong chất nguyên sinh của tế bào thăng bằng và lắng đọng tại bề mặt thấp nhất của tế bào. Những hạt này được cho là có tác dụng cảm nhận trọng lực.
Sự cảm nhận gia tốc trọng trường dường như luôn liên quan đến sự lắng tích của những hạt nặng đặc biệt (sỏi thăng bằng) trong tế bào chất. Trong rễ, những tương tác hấp dẫn có thể được cảm nhận bởi phần đỉnh rễ, chính xác là miền chóp rễ tận cùng đỉnh rễ. Nếu chóp rễ bị tróc ra, rễ vẫn sinh trưởng bình thường theo chiều dọc, thậm chí còn có thể mạnh hơn, nhưng lại mất đi khả năng cảm ứng trọng lực. Thành phần chính tham gia vào quá trình cảm ứng này chính là những lạp bột (thứ được gọi là sỏi thăng bằng) tìm thấy trong tế bào thăng bằng của chóp rễ hay trong phần vỏ thân mang tinh bột. Dù cho có thay đổi vị trí cơ quan rễ, sỏi thăng bằng vẫn có thể dễ dàng chuyển dời nhanh chóng, lắng đọng xuống đáy tế bào một cách tự nhiên. Vì vậy, việc mất đi tính hướng trọng lực do bóc miền chóp rễ đến từ việc mất đi những tế bào thăng bằng chứa sỏi thăng bằng cảm ứng bên trong.
Ngoài ra, hệ quả tương tự cũng xảy ra khi ta làm tiêu biến tinh bột trong sỏi thăng bằng bằng những hoạt động thí nghiệm như che sáng, làm lạnh, v.v. Qua đó, chính lượng tinh bột trong những hạt sỏi thăng bằng mới chính là tác nhân trực tiếp gây ra tính hướng trọng lực, không chỉ đơn giản là lạp bột sỏi thăng bằng.

## Từ nguyên
Từ tiếng Anh statolith với phần tiền tố stato- bắt nguồn từ tiếng Hy Lạp cổ đại στατός statós, nghĩa là 'ứ đọng', 'yên lặng', 'đứng yên' và hậu tố -lith bắt nguồn từ tiếng Hy Lạp cổ đại λίθος líthos, nghĩa là 'hòn đá', nguồn từ tiếng Latin -lĭthus.

## Những loại sỏi thăng bằng
Có nhiều loại sỏi thăng bằng khác nhau; như sỏi thăng bằng của tảo Chara là một bóng chứa đầy tinh thể bari sulfat, trong khi thực vật hạt kín lại là bào quan lạp bột. Cơ chế hoạt động tạo ra tính hướng trọng lực của sỏi thăng bằng là do sự mất cân bằng nồng độ ion Ca2+ và hormone auxin. Những sỏi thăng bằng này gây ra áp lực lên lưới nội chất tế bào chứa chúng, giải phóng những ion Ca2+ tự do, trực tiếp hoặc gián tiếp thông qua trung gian protein calmodulin, những ion này tiếp tục tác động lên sự chuyển vận auxin và phát xuất một gradient, từ đó tạo ra tốc độ sinh trưởng khác biệt giữa hai phần cơ thể và làm rễ bị uốn theo.

## Sỏi thăng bằng và tính hướng trọng lực
Tính hướng trọng lực bao gồm bốn bước tuần tự sau: cảm nhận những tương tác hấp dẫn, phát đi những tín hiệu cảm nhận trọng lực khắp tế bào, truyền lại tín hiệu trong và giữa những tế bào, và sau cùng là hệ quả. Theo như các giả định thịnh hành hiện nay, những sỏi thăng bằng chính là những cảm biến trọng lực. Sự tồn tại của loại bào quan này được đề xuất bởi nhà khoa học người Áo Gottlieb Haberlandt và B. Nermec, Tiệp Khắc cũ, vào đầu thế kỉ XX. Họ ghi chú rằng khi cắt đi phần đỉnh rễ, rễ sẽ mất khả năng phản ứng với trường trọng lực. Từ lâu họ đã nghĩ có thể có sự hiện diện của một loại tế bào đặc biệt trong thân và chóp rễ. Những tế bào bên trong hoặc chính giữa chóp rễ có diện mạo tương tự như những túi thăng bằng tìm thấy ở nhiều loài động vật (như động vật thân mềm). Giống như cấu trúc túi thăng bằng, những tế bào này cũng chứa những hạt sỏi thăng bằng có thể di chuyển theo định hướng trọng lực. Ở loài sứa, sỏi thăng bằng của chúng chính là những hạt muối calci.
Vào những năm 1970, người ta đã quan sát thấy những tế bào ở phần giữa chóp rễ chứa những sỏi thăng bằng giống với bào quan lạp bột, loại lạp thể mang tinh bột. Một số đột biến ở cây hai lá mầm Arabidopsis thaliana khiến chúng không thể tổng hợp được tinh bột, và cũng không thể đáp ứng lại những tương tác hấp dẫn. Điều này gợi ý việc tích lũy tinh bột trong những cấu trúc trên là tối cần thiết để đảm bảo hoạt tính hướng trọng lực. Khi rễ mọc thẳng đứng, những lạp bột tập trung xung quanh tại phần thành thấp hơn ở giữa tế bào. Tuy nhiên, nếu rễ bị đặt theo hướng nằm ngang, các lạp bột lại trượt xuống và xếp đặt bao quanh thành tế bào. Chỉ sau ít phút, hệ rễ bắt đầu uốn cong xuống và những lạp bột lại dần trở về vị trí ban đầu. Loại rễ đã tiêu bỏ lạp bột thì không thể phản ứng được với trọng lực, cho thấy sự chuyển động của lạp bột là thực sự quan trọng. Vỏ rễ, nội bì có thể là nơi nhận biết các kích thích.

## Những loại lạp thể và mối quan hệ
- Lạp thể
  - Lục lạp và tiền lục lạp
  - Sắc lạp
  - Vô sắc lạp
    - Lạp bột
      - Sỏi thăng bằng

    - Lạp dầu
    - Lạp đạm